# 苯哌利多
苯哌利多（INN：benperidol）,商品名Anquil等。为第一代抗精神病药物，主要用于治疗性欲亢进和精神分裂症。苯哌利多为一种强效丁酰苯衍生物，是欧洲市场上的强效神经安定药，氯丙嗪当量达75-100%（约每剂量氟哌啶醇效力的150-200%）。有时被作为色普龙等抗雄激素药的替代方案，作为假释条件开给性罪犯者。
苯哌利多于1961年由比利时杨森制药公司发现，并于1966年投入市场。主要销往德国，在比利时、希腊、意大利、荷兰和英国也可获得。

## 药理学

### 药效动力学
苯哌利多是强效多巴胺受体激动剂（D2，Ki=0.027 nM; D4，Ki=0.066 nM）,对血清素受体激动性很弱（5-HT2A, Ki= 3.75 nM）。在高剂量下，具有抗组胺和α-肾上腺素能特性。其具有最小的抗胆碱性能。
| 作用位点                 | 抑制常数Ki (nM) | 作用     | 参考文献 |
| ------------------------ | --------------- | -------- | -------- |
| 5-羟色胺受体2A（5-HT2A） | 3.75            | 拮抗作用 | [ 7 ]    |
| 多巴胺受体D1             | 4,100           | 拮抗作用 | [ 7 ]    |
| 多巴胺受体D2             | 0.027           | 拮抗作用 | [ 7 ]    |
| 多巴胺受体D4             | 0.06            | 拮抗作用 | [ 7 ]    |

### 药代动力学
苯哌利多吸收良好，并经过广泛的首过代谢。1%的药物经肾脏以从尿液排出。生物半衰期为8小时。

## 合成
苯哌利多由4-（2-酮酸-1-苯并咪唑）哌啶(1)与4-氯对氟苯丁酮(2)经烷基化反应得到。